# ケムコRPGセレクション
『ケムコRPGセレクション』は、 ケムコが展開するコンピュータゲームのシリーズ。
ケムコがリリースするRPGを収録したコンシューマ向けオムニバスソフト。

## シリーズ一覧
シリーズの全タイトルはパッケージ版のみのリリース。
ケムコRPGセレクション VOL.1
開発元：エグゼクリエイト
対応機種：PlayStation 4、PlayStation 5、Nintendo Switch
2018年7月26日発売。（CERO：B（12才以上対象））
『アスディバインハーツ』『レヴナントサーガ』『忘失のイストリア』『ドラゴンシンカー』を収録。
ケムコRPGセレクション VOL.2
開発元：エグゼクリエイト
対応機種：PlayStation 4、PlayStation 5、Nintendo Switch
2019年3月14日発売。（CERO：B（12才以上対象））
『アスディバインハーツII』『レヴナントドグマ』『フェルンズゲート』『アルバスティア戦記』を収録。
ケムコRPGセレクション VOL.3
開発元：エグゼクリエイト
対応機種：PlayStation 4、PlayStation 5、Nintendo Switch
2020年1月30日発売。（CERO：C（15才以上対象））
『フラン ～Dragons' Odyssey～』『セフィロティックストーリーズ』『アスディバインディオス』『レファルシアの幻影』を収録。
ケムコRPGセレクション VOL.4
開発元：Hit-Point
対応機種：PlayStation 4、Nintendo Switch
2020年7月30日発売。（CERO：B（12才以上対象））
『クロノスアーク』『空のフォークロア』『フォーレジェリア』『モノクロームオーダー ―アイゼデシルの裁定者―』を収録。
ケムコRPGセレクション VOL.5
開発元：エグゼクリエイト
対応機種：PlayStation 4、Nintendo Switch
2020年10月29日発売。（CERO：B（12才以上対象））
『アスディバインメナス』『ブランドルの魔法使い』『シークハーツ』『イノセントリベンジャー ～壁の乙女とミデンの塔～』を収録。
ケムコRPGセレクション VOL.6
開発元：エグゼクリエイト
対応機種：PlayStation 4、Nintendo Switch
2021年2月25日発売。（CERO：B（12才以上対象））
『アスディバインカムラ』『アルファディア ジェネシス』『ロストドラゴン』『ドラゴンラピス』を収録。
ケムコRPGセレクション VOL.7
開発元：エグゼクリエイト
対応機種：PlayStation 4、Nintendo Switch
2021年7月15日発売。（CERO：B（12才以上対象））
『アスディバインクロス』『アルファディア ジェネシス２』『ルインバース』『彩色のカルテット』を収録。
ケムコRPGセレクション VOL.8
開発元：ヒットポイント
対応機種：PlayStation 4、Nintendo Switch
2021年12月16日発売。（CERO：B（12才以上対象））
『魔想のウィアートル』『アームド＆ゴーレム』『聖戦クロニクル』『クリスタルオーサ』を収録。
ケムコRPGセレクション VOL.9
開発元：エグゼクリエイト
対応機種：PlayStation 4、Nintendo Switch
2022年4月21日発売。（CERO：B（12才以上対象））
『アスディバインサーガ』『ゴーストシンク』『エルピシアの魔剣少女』『アンビションレコード』を収録。
ケムコRPGセレクション VOL.10
開発元：エグゼクリエイト
対応機種：PlayStation 4、Nintendo Switch
2022年12月15日発売。（CERO：B（12才以上対象））
『インフィニットリンクス』『デビラビローグ』『フェアリーエレメンツ』『ドラゴンプラナ』を収録。
ケムコRPGセレクション VOL.11
開発元：エグゼクリエイト
対応機種：PlayStation 5、PlayStation 4、Nintendo Switch
2023年12月14日発売。（CERO：B（12才以上対象））
『アルファディア ネオ』『キングズディセント』『エンシェントハンター』『異世界輪舞 ～御社も異世界もブラックなのでここから先はホワイトライフを目指します！～』を収録。
ケムコRPGセレクション VOL.12
開発元：エグゼクリエイト
対応機種：PlayStation 5、PlayStation 4
2024年7月25日発売。（CERO：B（12才以上対象））
『アルファディアI＆II』『刃神のアマテラス』『グレイアランの吸血騎士』『グロリアスセイバー』を収録。
ケムコRPGセレクション VOL.13
開発元：マジテック
対応機種：PlayStation 5、PlayStation 4
2025年4月24日発売。（CERO：B（12才以上対象））
『鋼鉄幻想記 クロムウルフ』『グレイス オブ リトアール』『エンシェントファンタズマ』『デッドドラゴンズ』を収録。
ケムコRPGセレクション VOL.14
開発元：エグゼクリエイト
対応機種：PlayStation 5、PlayStation 4
2025年8月21日発売。（CERO：B（12才以上対象））
『ようこそアルカナアカデミーへ！』『巡界のクレイシア』『オトナアルター』『双翼世界の精霊勇者』を収録。